# Album de remix
Un album de remix est un album composé de remixes ou de versions réenregistrées de morceaux précédemment publiés par un artiste. Le premier à avoir utilisé ce format est l'auteur-compositeur-interprète américain Harry Nilsson (Aerial Pandemonium Ballet, 1971). En 2007, l'album de remix le plus vendu de tous les temps est Blood on the Dance Floor: HIStory in the Mix (1997) de Michael Jackson.

## Histoire et concept
Aerial Pandemonium Ballet (1971) de Harry Nilsson est considéré comme le premier album de remix. Neu!'s Neu ! 2 (1973) est également décrit comme « en fait le premier album de remix », car de nombreux morceaux voient le duo « accélérer, ralentir, couper, soigner et mutiler le matériel, parfois jusqu'à le rendre méconnaissable ».
Dans les années 1980, les maisons de disques combinaient plusieurs types de dance, comme la dance-pop, la house et la techno, dans des albums complets, créant ainsi un ajout relativement peu coûteux aux catalogues et aux bilans. Non Stop Ecstatic Dancing (1982) de Soft Cell et Love and Dancing (1982) de The Human League sont considérés comme les inventeurs de l'album de remix moderne. Depuis cette époque, ce type de sortie n'est pas seulement considéré comme une rentrée d'argent facile pour un artiste et son label, mais aussi comme une occasion de donner une seconde vie à un disque. Dans le reggae, il n'est pas rare qu'un album entier soit remixé dans un style dub,.
L'album J to tha L-O ! The Remixes (2002) figure dans le Livre Guinness des records comme le premier album de remix à avoir débuté à la première place du Billboard 200. 

## Top 10 mondial
| Classement | Album                                        | Artiste         | Label                | Année | Ex. vendus | Réf.   |
| ---------- | -------------------------------------------- | --------------- | -------------------- | ----- | ---------- | ------ |
| 1          | Blood on the Dance Floor: HIStory in the Mix | Michael Jackson | Epic Records         | 1997  | 6 000 000  | [ 9 ]  |
| 2          | You Can Dance                                | Madonna         | Sire Records         | 1987  | 5 000 000  | [ 10 ] |
| 3          | Reanimation                                  | Linkin Park     | Warner Bros. Records | 2002  | 1 900 000  | [ 11 ] |
| 4          | J to tha L-O!: The Remixes                   | Jennifer Lopez  | Epic Records         | 2002  | 1 500 000  | [ 12 ] |
| 5          | Shut Up and Dance (The Dance Mixes)          | Paula Abdul     | Virgin Records       | 1990  | 1 000 000  | [ 13 ] |
| 6          | B in the Mix: The Remixes                    | Britney Spears  | Jive Records         | 2005  | 1 000 000  |        |
| 7          | Never Say Never: The Remixes                 | Justin Bieber   | Island Records       | 2011  | 1 000 000  | [ 14 ] |
| 8          | The Remix                                    | Lady Gaga       | Interscope Records   | 2010  | 700 000    | [ 15 ] |
| 9          | Super Eurobeat Presents Ayu-ro Mix           | Ayumi Hamasaki  | Avex Trax            | 2000  | 650 000    | [ 16 ] |
| 10         | The Remixes                                  | Shakira         | Sony Music           | 1997  | 500 000    | [ 17 ] |